# Alberto Entrerríos

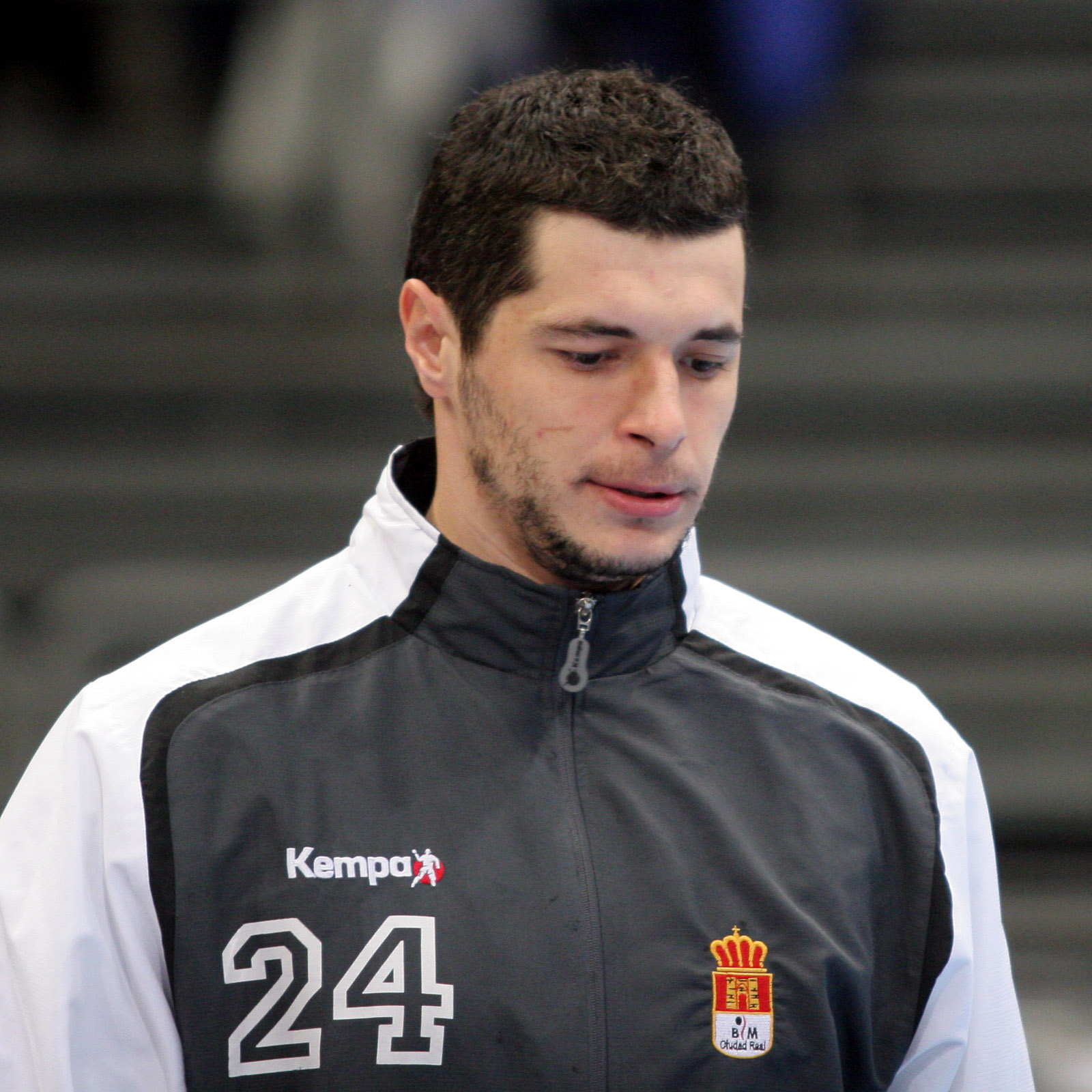
Alberto Entrerrios avec le BM Ciudad Real en 2008.

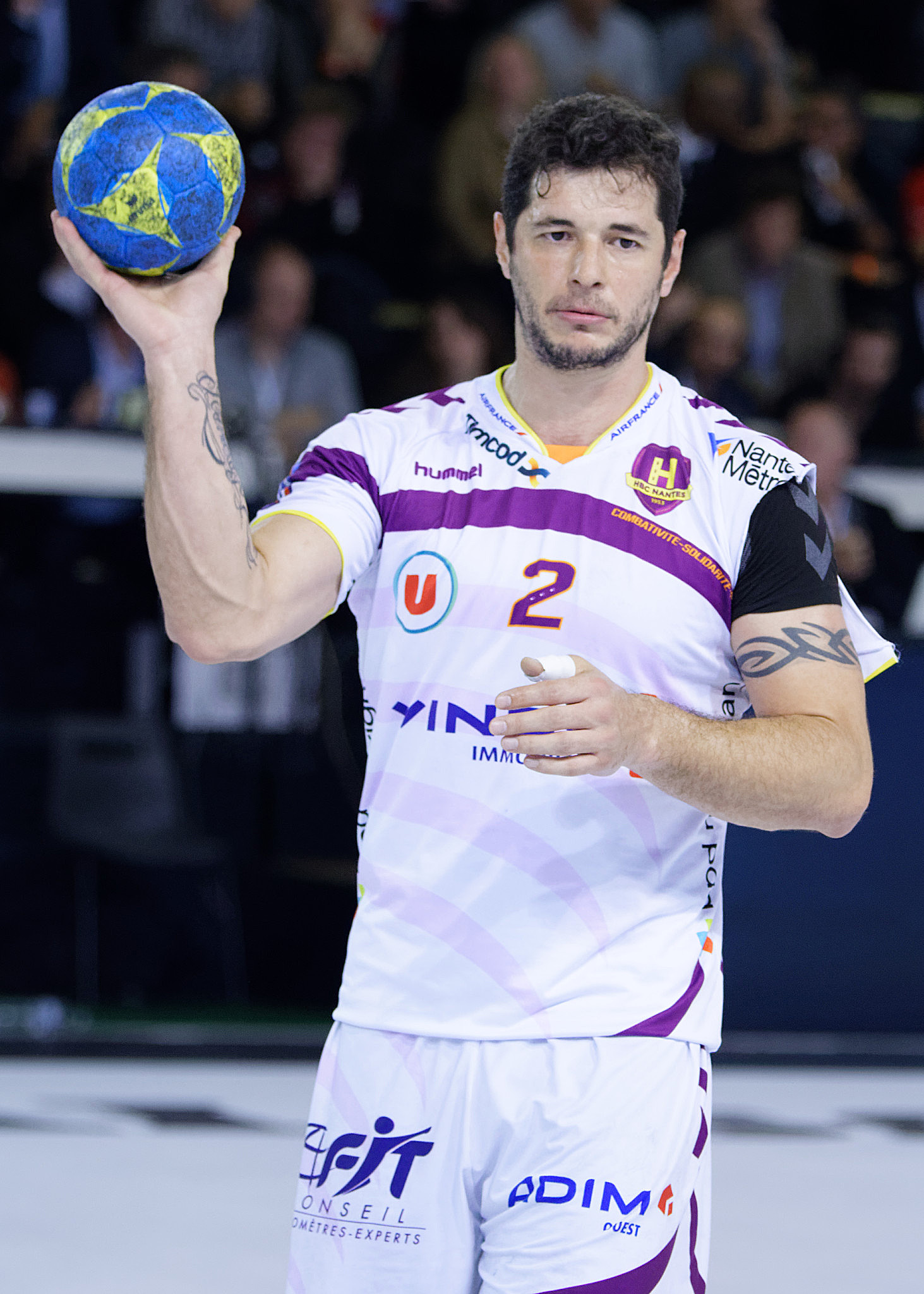
Alberto Entrerrios avec le HBC Nantes en 2015.

Alberto Entrerríos Rodríguez, né le 7 novembre 1976 à Gijón, est un joueur puis entraîneur espagnol de handball. Il est le frère du handballeur international Raúl Entrerríos.
Il est notamment double champion du monde (2005 et 2013), triple vainqueur de la Ligue des champions et sextuple champion d'Espagne. En 2012, il a rejoint le Handball Club de Nantes comme joueur puis en est devenu entraîneur adjoint de Thierry Anti en 2016 et enfin entraîneur principal en 2019. Il quitte le club nantais au terme de la saison 2021-2022 pour rejoindre le Limoges Handball.

## Biographie

### Parcours de joueur
Alberto Entrerríos commence le handball au CB Naranco Oviedo. En 1998, il signe son premier contrat professionnel avec l'Ademar León, club avec lequel il remporte la Coupe des Coupes en 1999 et le championnat d'Espagne en 2001. De plus, il est deux années de suite élu meilleur joueur espagnol du championnat d'Espagne, en 2000 et 2001. À l'intersaison suivante, il rejoint pour une saison le FC Barcelone où il remporte la Coupe ASOBAL 2002 et est élu une nouvelle fois meilleur joueur espagnol du championnat. 
De 2002 à 2012, il passe les dix saisons suivantes au BM Ciudad Real avec à la clé 5 nouveaux titres de champion d'Espagne (2004, 2007, 2008, 2009 et 2010), 5 Coupes ASOBAL (2004, 2005, 2006, 2007 et 2008), 3 coupes du Roi (2003, 2008 et 2012) et 4 supercoupes d'Espagne (2005, 2008, 2011 et 2012). Sur la scène européenne, il remporte à trois reprises la Ligue des champions (2006, 2008 et 2009, étant finaliste en 2001, 2005 et 2012), une Coupe des Coupes en 2003 et 3 Supercoupes d'Europe (2006, 2007, 2009). À l'été 2012, il signe un contrat de 3 ans avec le club français du HBC Nantes, dont il devient capitaine. 
À la fin de la saison 2015-16, lors d'une conférence de presse le 1er juin 2016, il annonce mettre un terme à sa carrière de joueur à 39 ans. Lisant une lettre d'adieu émouvante, il explique « Le handball m’a donné tant de bonnes choses toute ma vie que maintenant je ne me sens plus capable de me fixer de nouveaux objectifs en tant que joueur, et évidemment, un sportif sans objectif ne peut pas être compétitif ».
En équipe nationale espagnole, il est sélectionné pour la première fois à 20 ans le 17 juin 1997 à l'occasion des Jeux méditerranéens de 1997. Un de ses meilleurs souvenirs en équipe nationale restera la médaille de bronze au Mondial 2011 en Suède, « pour raisons personnelles » avoue-t-il, sa maman étant décédée quelques jours plus tôt. Même s’il regrette de ne pas avoir disputé les Jeux olympiques 2012 à Londres, Alberto Entrerrios peut regarder son parcours avec la Roja avec fierté : champion du monde en 2005 et en 2013, médaillé de bronze aux Jeux olympiques 2008 et vice-champion d'Europe en 2006. À l'issue du second titre de champion du monde remporté en Espagne où il est élu meilleur arrière gauche, il met fin à sa carrière internationale après plus de 15 années sous le maillot de la Roja. Il compte alors 240 sélections et 726 buts marqués, soit le 5e joueur le plus capé et le 3e meilleur buteur de l'histoire de la sélection espagnole.
Son frère cadet, Raúl Entrerríos est également un handballeur professionnel, actuellement au FC Barcelone.

### Parcours d'entraîneur
Le 27 juillet 2016, le club du HBC Nantes annonce qu'il devient le nouvel entraîneur adjoint de Thierry Anti, succédant à Gregory Cojean qui s'occupera du centre de formation. 
Il permet ainsi au club d'atteindre de nouveaux paliers avec un titre de vice-champion de France en 2017 puis la finale de la Ligue des champions en 2018 dès la deuxième participation du club à la compétition. En 2019, il devient l’entraîneur principal du club après le départ de Thierry Anti. Après une première saison perturbée par le Covid-19, il se distingue lors de la saison 2020-2021 en étant élu meilleur entraîneur à la fois de la Ligue des champions et du Championnat de France.
Pourtant, en octobre 2021, sa « vision de la façon dont une équipe doit être managée est sensiblement différente de celle de la direction du club » et il décide ainsi de quitter Nantes au terme de la saison en cours et de rejoindre à l'été 2022 le Limoges Handball,. L'objectif est continuer à aider le club à progresser, passer un nouveau palier et chercher une place européenne. Et dès sa deuxième saison, il conduit Limoges à la cinquième place en Starligue, synonyme de qualification en Ligue européenne où le club atteindra le stade des quarts de finale.

## Palmarès de joueur

### Équipe nationale d'Espagne

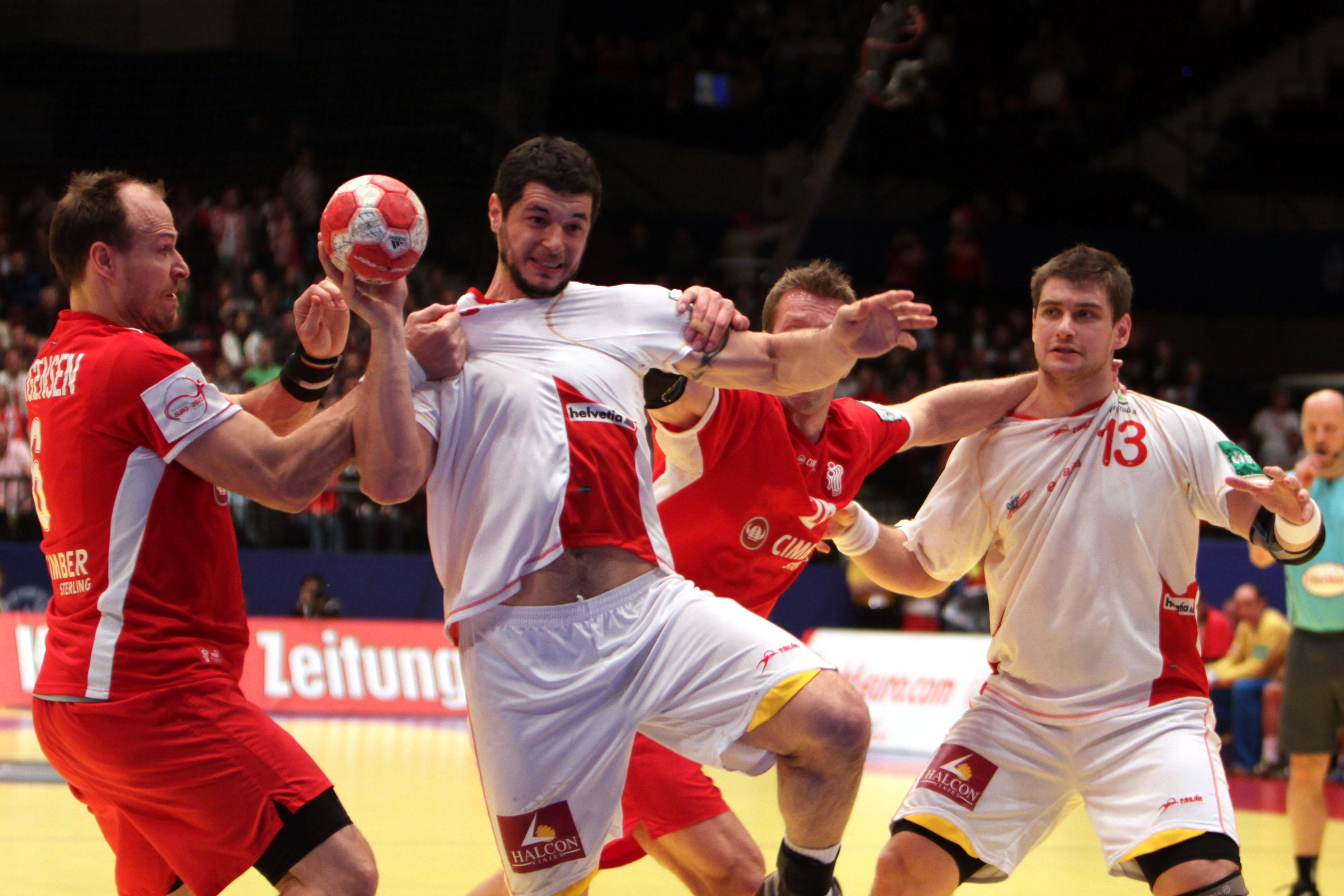
Alberto Entrerríos à l'Euro 2010 essayant d'échapper aux danois Jørgensen (à gauche) et Nielsen, sous les yeux d'Aguinagalde.

Alberto Entrerríos connaît sa première sélection en Équipe nationale d'Espagne le 17 juin 1997. Au terme de son dernier matche le 28 janvier 2013 en finale du Championnat du monde 2013, il totalise 240 sélections (7e joueur le plus capé) et 726 buts marqués (3e meilleur marqueur).
Jeux olympiques
- 7e place aux Jeux olympiques d'été de 2004 d'Athènes,  Grèce
- Médaille de bronze aux Jeux olympiques d'été de 2008 de Pékin,  Chine

Championnats du monde
- Médaille d'or au Championnat du monde 2005 en  Tunisie
- Médaille d'or au Championnat du monde 2013 en  Espagne
- Médaille de bronze au Championnat du monde 2011 en  Suède

Championnats d'Europe
- Médaille d'argent au Championnat d'Europe 2006 en  Suisse
- Médaille de bronze au Championnat d'Europe 2000 en  Croatie

Autres
- Médaille de bronze aux Jeux méditerranéens de 1997
- 5e place au Championnat du monde junior en 1997 (da)

### En clubs
Compétitions internationales
- Ligue des champions (C1)
  - Vainqueur (3) : 2006, 2008, 2009
  - Finaliste (3) : 2001, 2005, 2012
- Coupe des Coupes (C2) (2) : 1999, 2003
- Supercoupe d'Europe (3) : 2005, 2006 et 2008
- Coupe du monde des clubs (2) : 2007, 2010
- Coupe de l'EHF (C3) : finaliste en 2002, 2013 et 2016

Compétitions nationales
- Championnat d'Espagne
  - Vainqueur (7) :  2001, 2002, 2004, 2007, 2008, 2009, 2010
  - Vice-champion (5) : 2003, 2005, 2006, 2011, 2012
- Coupe d'Espagne
  - Vainqueur (4) : 2003, 2008, 2011, 2012
  - Finaliste (4) : 2004, 2006, 2007, 2009
- Coupe ASOBAL
  - Vainqueur (6) : 1999, 2004, 2005, 2006, 2007, 2008, 2011
  - Finaliste (1) : 2010
- Supercoupe d'Espagne
  - Vainqueur (4) : 2005, 2008, 2011, 2012
  - Finaliste (3) : 2004, 2009, 2010
- Coupe de la Ligue française
  - Vainqueur (1) : 2015
  - Finaliste (1) : 2013
- Coupe de France
  - Finaliste (1) : 2015

### Distinctions
Championnat d'Espagne
- Élu meilleur joueur espagnol (3) : 1998-1999[18], 2000-2001[3], 2001-2002[4]
- Élu meilleur arrière gauche (2) : 2003-2004 et 2006-2007.
- 10e meilleur buteur de l'histoire avec 1621 buts marqués[19]

Équipe nationale d'Espagne
- Élu meilleur arrière gauche du championnat du monde 2013[11],[20]
- 3e meilleur buteur de l'histoire avec 726 buts marqués
- 7e joueur le plus capé de l'histoire  avec 240 sélections

Entraîneur
- Élu meilleur entraîneur de la Ligue des champions en 2020-2021[21]
- Élu meilleur entraîneur du Championnat de France en 2020-2021

## Palmarès d'entraîneur
Compétitions internationales
- Ligue des champions :
  - Finaliste en 2018
  - 4e en 2021

Compétitions nationales
- Championnat de France
  - Vice-champion en 2017, 2020, 2022
- Coupe de France
  - Vainqueur en 2017
  - Finaliste en 2022
- Coupe de la Ligue
  - Vainqueur en 2022
  - Finaliste en 2017
- Trophée des champions
  - Vainqueur en 2017